# Michaił Brodski
Michaił Brodski, ros. Михаил Бродский (ur. 27 marca 1969) – ukraiński szachista i trener szachowy (FIDE Senior Trainer od 2012), arcymistrz od 1994 roku.

## Kariera szachowa
W 1990 r. zwyciężył w mistrzostwach USRR. Pierwsze sukcesy na arenie międzynarodowej zaczął odnosić po rozpadzie Związku Radzieckiego. W 1993 r. zajął II m. w Soczi (za Konstantinem Asiejewem) oraz podzielił III m. w turnieju strefowym (eliminacji mistrzostw świata) w Mikołajowie (za Aleksiejem Aleksandrowem i Arturem Frołowem, wspólnie z Władimirem Sawonem, Giennadijem Kużminem i Stanisławem Sawczenko), w 1994 r. podzielił I m. w memoriale Victora Ciocâltei w Bukareszcie (wspólnie z Andrei Istrățescu) oraz w turnieju Politiken Cup w Kopenhadze (wspólnie z Walerijem Niewierowem), natomiast w 1995 r. ponownie zwyciężył w Bukareszcie oraz podzielił I m. w Cappelle-la-Grande (wspólnie z Dawitem Szengelią). W kolejnych latach odniósł szereg indywidualnych sukcesów, m.in.:
- dz. I m. w Krasnodarze (1997, wspólnie z Olegiem Majorowem(inne języki)),
- I m. w Wijk aan Zee (1998, turniej open),
- dz. II m. w Kstowie (1998, za Aleksiejem Aleksandrowem, wspólnie z Wiktorem Bołoganem i Siergiejem Zagrebelnym),
- II m. w Hamburgu (2001, za Jonny Hectorem),
- dz. I m. w Krasnodarze (2001, wspólnie z Wołodymyrem Małaniukiem),
- dz. I m. w Kołobrzegu (2002, wspólnie z Klaudiuszem Urbanem),
- dz. I m. w Cap d'Agde (2002, wspólnie z Mladenem Palacem, Cyrilem Marcelinem, Wadimem Małachatko, Aleksiejem Biezgodowem, Borysem Czatałbaszewem, Robertem Fontaine, Manuelem Apicellą i Milosem Pavloviciem),
- I m. w Biełorieczieńsku (2005),
- dz. I m. w Petersburgu (2005, wspólnie z Igorem Zacharewiczem(inne języki), Denisem Jewsiejewem i Andriejem Diewiatkinem),
- dz. II m. w Hoogeveen (2005, za Wołodymyrem Bakłanem, wspólnie z Eduardasem Rozentalisem, Ianem Rogersem, Friso Nijboerem, Ołeksandrem Gołoszczapowem i Erwinem l’Amim),
- dz. I m. w Odessie (2006, wspólnie z Michaiłem Gołubiewem, Aleksandrem Zubowem i Spartakiem Wysoczinem(inne języki)),
- dz. II m. w Sankt Petersburgu (2006, za Nikitą Witiugowem, wspólnie z Ildarem Chairullinem),
- dz. I m. w Charkowie (2008, wspólnie z Wołodymyrem Oniszczukiem i Geworgiem Harutiunjanem),
- dz. I m. w Peterhofie (2008, wspólnie ze Stanisławem Sawczenko i Jewgienijem Lewinem),
- II m. w Peterhofie (2009, za Denisem Jewsiejewem),
- dz. II m. w Grodzisku Mazowieckim (2009, za Maksimem Matlakowem, wspólnie m.in. z Pawłem Czarnotą i Zawenem Andriasjanem).

Najwyższy ranking w dotychczasowej karierze osiągnął 1 stycznia 2007 r., z wynikiem 2597 punktów zajmował wówczas 12. miejsce wśród ukraińskich szachistów.